# Lénora Guion-Firmin
Lénora Guion-Firmin (* 7. August 1991 in La Trinité, Martinique) ist eine französische Sprinterin.

## Karriere
Erste internationale Erfahrungen sammelte Lénora Guion-Firmin bei den Junioreneuropameisterschaften 2009 in Belgrad, bei denen sie mit der französischen 4-mal-400-Meter-Staffel die Bronzemedaille gewann. 2012 gewann sie bei den Europameisterschaften in Helsinki die Silbermedaille mit der Staffel. 2013 wurde sie bei den U23-Europameisterschaften Europameisterin über 400 Meter, gewann die Silbermedaille über 200 Meter und Bronze mit der französischen Stafette. Bei den Weltmeisterschaften in Moskau belegte sie mit der Staffel ursprünglich den vierten Platz, aber im Juli 2017 wurde der ursprünglich siegreiche Staffel aus Russland disqualifiziert und der Mannschaft aus Frankreich wurde die Bronzemedaille zugesprochen. 2014 und 2015 belegte sie mit der französischen jeweils den vierten Platz bei den IAAF World Relays auf den Bahamas.
Bisher wurde sie einmal französische Meisterin.

## Bestleistungen
- 200 Meter: 22,91 s (−0,1 m/s), 15. August 2013 in Moskau
  - 200 Meter (Halle): 23,85 s, 4. März 2012 in Boston
- 400 Meter: 51,68 s, 13. Juli 2013 in Tampere
  - 400 Meter (Halle): 53,19 s, 4. März 2012 in Boston